# Australische kampioenschappen mountainbike

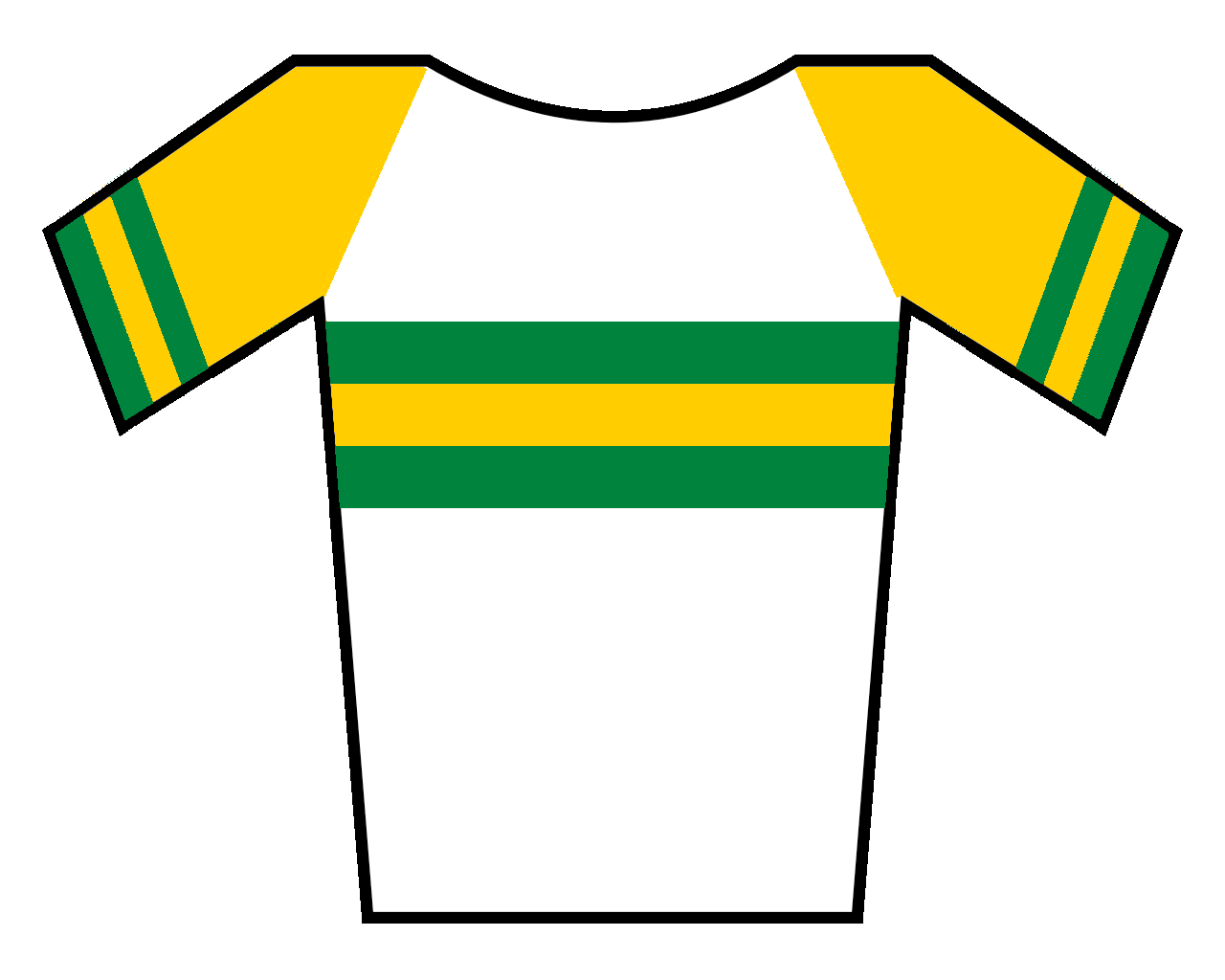
Australische kampioenstrui

De Australische kampioenschappen mountainbike worden gehouden sinds 1998. In onderstaand overzicht zijn alleen de kampioenen bij de senioren (elite) meegenomen.

## Mannen

### Cross Country
| Jaar | Goud             | Zilver             | Brons              |
| ---- | ---------------- | ------------------ | ------------------ |
| 2000 | Paul Rowney      | Luke Stockwell     | Cadel Evans        |
| 2001 | Paul Rowney      | Cadel Evans        | Craig Gordon       |
| 2002 | Sid Taberlay     | Paul Rowney        | Joshua Fleming     |
| 2003 | Joshua Fleming   | Trent Lowe         | Paul Rowney        |
| 2004 | Sid Taberlay     | Chris Jongewaard   | Joshua Fleming     |
| 2005 | Chris Jongewaard | Shaun Lewis        | Murray Spink       |
| 2006 | Sid Taberlay     | Chris Jongewaard   | Joshua Fleming     |
| 2007 | Chris Jongewaard | Murray Spink       | Perren Delacour    |
| 2008 | Chris Jongewaard | Sid Taberlay       | Daniel McConnell   |
| 2009 | Chris Jongewaard | Ben Henderson      | Dylan Cooper       |
| 2010 | Daniel McConnell | Lachlan Norris     | Joshua Carlson     |
| 2011 | Chris Jongewaard | Lachlan Norris     | Aiden Lefmann      |
| 2012 | Daniel McConnell | Paul Van Der Ploeg | Andrew Blair       |
| 2013 | Chris Jongewaard | Daniel McConnell   | Sid Taberlay       |
| 2014 | Jared Graves     | Daniel McConnell   | Cameron Ivory      |
| 2015 | Daniel McConnell | Brendan Johnston   | Paul Van Der Ploeg |
| 2016 | Daniel McConnell | Cameron Ivory      | Kyle Ward          |
| 2017 | Daniel McConnell | Cameron Ivory      | Mark Tupalski      |

## Vrouwen

### Cross Country
| Jaar | Goud                      | Zilver         | Brons                     |
| ---- | ------------------------- | -------------- | ------------------------- |
| 1998 | Mary Grigson              | Hanneke Geysen | Dellys Franke             |
| 2000 | Mary Grigson              | Hanneke Geysen | Anna Baylis-Scheiderbauer |
| 2001 | Mary Grigson              | Dellys Franke  | Anna Baylis-Scheiderbauer |
| 2002 | Mary Grigson              | Dellys Franke  | Claire Baxter             |
| 2003 | Lisa Mathison             | Dellys Franke  | Jenni King                |
| 2004 | Anna Baylis-Scheiderbauer | Claire Baxter  | Lynne Vaughan             |
| 2005 | Emma Colson               | Niki Gudex     | Jenni King                |
| 2006 | Dellys Starr              | Claire Baxter  | Tory Thomas               |
| 2007 | Tory Thomas               | Niki Fisher    | Kate Potter               |
| 2008 | Dellys Starr              | Emma Colson    | Niki Fisher               |
| 2009 | Rowena Fry                | Joanna Wall    | Jodie Willett             |
| 2010 | Rowena Fry                | Heather Logie  | Jenni King                |
| 2011 | Katherine O`Shea          | Heather Logie  | Jenni King                |
| 2012 | Jenni King                | Rowena Fry     | Jodie Willett             |
| 2013 | Peta Mullens              | Jenni King     | Rowena Fry                |
| 2014 | Rebecca Henderson         | Peta Mullens   | Jenni King                |
| 2015 | Rebecca Henderson         | Peta Mullens   | Jenni King                |
| 2016 | Rebecca Henderson         | Peta Mullens   | Jenni King                |
| 2017 | Rebecca Henderson         | Holly Harris   | Kathryn McInerney         |